# Thomas Weelkes
Thomas Weelkes (1576-1623) là nhà soạn nhạc, nghệ sĩ organ người Anh. Ông là một trong những nhà soạn nhạc quan trọng nhất của thể loại madrigal. Ông là nhà soạn nhạc Anh thuộc thời đại của Nhà Tudor được Gustav Holst yêu thích nhất. Ông là bạn của nhà soạn nhạc Thomas Morley. 

## Tiểu sử
Thomas Weelkes được rửa tội vào ngày 25 tháng 10 năm 1576 tại Elsted, Sussex, Anh. Có thể cha của ông là John Weeke, hiệu trưởng của Elsted. Mặc dù vậy, không có ghi chép nào nói về mối quan hệ giữa hai người này. Vào năm 1597, tập tác phẩm thuộc thể loại madrigal đầu tiên của Thomas Weelkes được xuất bản. Trong những năm tháng đầu tiên của tuổi trưởng thành, Weelkes công tác âm nhạc trong một dịch vụ của vị cận thần Edward Darcye. Vào cuối năm 1598, ông trở thành một nghệ sĩ organ cho Winchester College, nơi mà ông làm việc đó trong vòng 2 hoặc 3 năm. Mức lương khi ông làm việc tại đó là 2 bảng Anh trong vòng ba quý. Ngoài công việc của một người chơi organ, Weelkes còn sáng tác thêm hai tập madrigal nữa trong các năm 1598 và 1600.
Sau đó, ông đạt được trình độ nhất định sau khi theo học tại New College, Oxford. Vào năm 1602, Weelkes đến Chichester, tiếp tục công việc âm nhạc với vai trò là một nghệ sĩ organ ở Nhà thờ lớn Chichester. Đồng thời, ông cũng kiêm luôn chức vụ informator choristarum, tức là thầy giáo của ca sĩ hợp xướng.
Các tập madrigal cuối cùng của Weelkes được xuất bản vào năm 1608. Tổng cộng ông đã xuất bản 5 tập tác phẩm thuộc thể loại này.
Ông qua đời vào ngày 30 tháng 11 năm 1623 và được chôn cất tại vào ngày 1 tháng 12 năm đó tại St Bride's Fleet Street. 

## Tác phẩm
Thomas Weelkes được biết đến nhiều nhất bởi các tác phẩm thanh nhạc, nổi bật nhất trong số đó là madrigal và nhạc nhà thờ. Ông cũng viết các tác phẩm khí nhạc cho virginal, viol và organ. Hầu hết các tác phẩm này đều được viết trước khi Weelkes đến Chichester và phần lớn trong số chúng không được xuất bản.

### Madrigal
Gần 100 bản madrigal của Weelkes còn tồn tại cho đến bây giờ. Chúng xuất hiện trong hai quyển sách gồm 5 và 6 phần, đều được xuất bản vào năm 1600. Những tác phẩm này là những tác phẩm đẹp nhất của ông. Các bản madrigal của ông được xuất bản trong tập 9 và 13 của The English Madrigal School, được chỉnh sửa bởi Edmund Horace Fellowes và Thurston Dart.